# Tiki Island
Tiki Island est un village du comté de Galveston au Texas, États-Unis. Il compte 968 habitants, selon le recensement de 2010.

## Histoire et mode de gouvernement

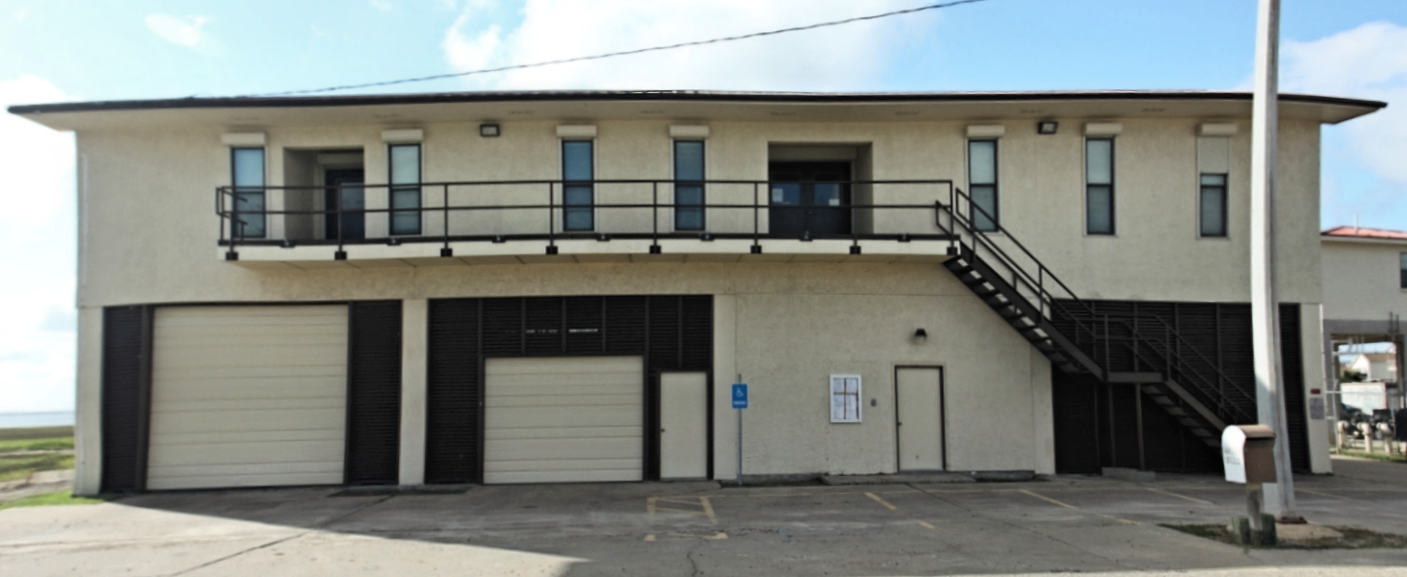
Tiki Island City Hall

Tiki Island est incorporé, en tant que village, le 30 août 1982. Il a son service de police et une caserne de pompiers. Le village n'a pas de bureau postal : la distribution du courrier est assurée par la ville voisine de  Galveston,.

## Géographie

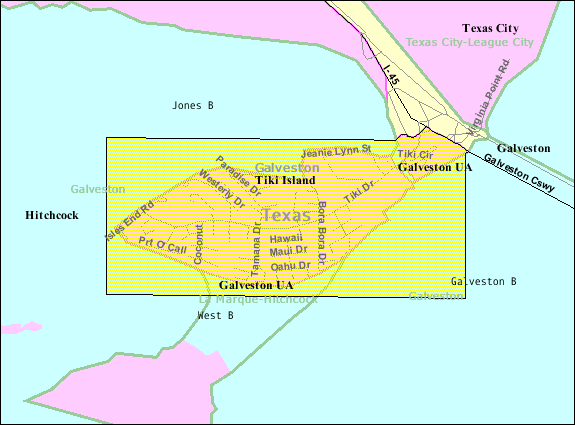
Carte de Tiki Island.

Selon le Bureau du recensement des États-Unis, le village a une superficie de 3,6 km2, 1,3 km2 de terre et 2,3 km2 (soit 66.41%) d'eau.

## Éducation
La moitié est de Tiki Island est desservie par La Marque Independent School District (en). La moitié ouest dépend du Hitchcock Independent School District (en).
Toute l'île est desservie par le College of the Mainland (en).